# Eumerus sexfasciatus
Eumerus sexfasciatus är en tvåvingeart som först beskrevs av Johnson 1898.  Eumerus sexfasciatus ingår i släktet månblomflugor, och familjen blomflugor. Inga underarter finns listade i Catalogue of Life.